# Трамваи в Азии
Первая трамвайная линия в Азии была открыта в конце XIX века в Японии (1 февраля 1895 года, Киото). Через три месяца открылось движение трамваев в Индии (7 мая 1895 года, Мадрас). С 1930-х годов трамвайные пассажироперевозки стали приходить в упадок, и к 1960-м годам большинство городских трамвайных линий были демонтированы. До наших дней трамвайные системы, унаследованные с довоенных времён, продолжают функционировать лишь в некоторых городах Японии, Китая, а также в Индии (Калькутта). Продолжает работать и городской трамвай, построенный в советское время в республиках Средней Азии (Казахстан, Узбекистан); причём трамвай Ташкента открытый ещё на закате Российской империи, в 1912 году, был первым в Центральной Азии. Наряду с этим, за последние 30 лет вошли в строй новые трамвайные системы в ОАЭ, Турции, Узбекистане (Самарканд), Южной Корее, Израиле и т.д.

## Арабские Эмираты
В ОАЭ с 2014 года действует Дубайский трамвай.

## Вьетнам
Трамвайные линии, обслуживавшие население двух крупнейших вьетнамских городов, Ханое (столица ДРВ) и Сайгоне (столица РЮВ), были закрыты в 1990 и в 1954 соответственно.

## Индия

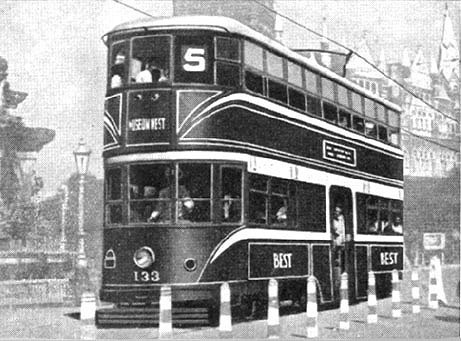
Трамвай в Мумбаи. Фотография 1920-х годов

В индийском городе Калькутта есть трамвайная система. Ченнаи, Канпур, Мумбаи были тремя городами с трамваями, но их системы были разобраны.

## Израиль
С 2011 года в Иерусалиме действует Иерусалимский скоростной трамвай.

## Казахстан
В советское время трамвайные линии были проложены и действуют до сих пор в Павлодаре, Усть-Каменогорске и Темиртау.

## Китай

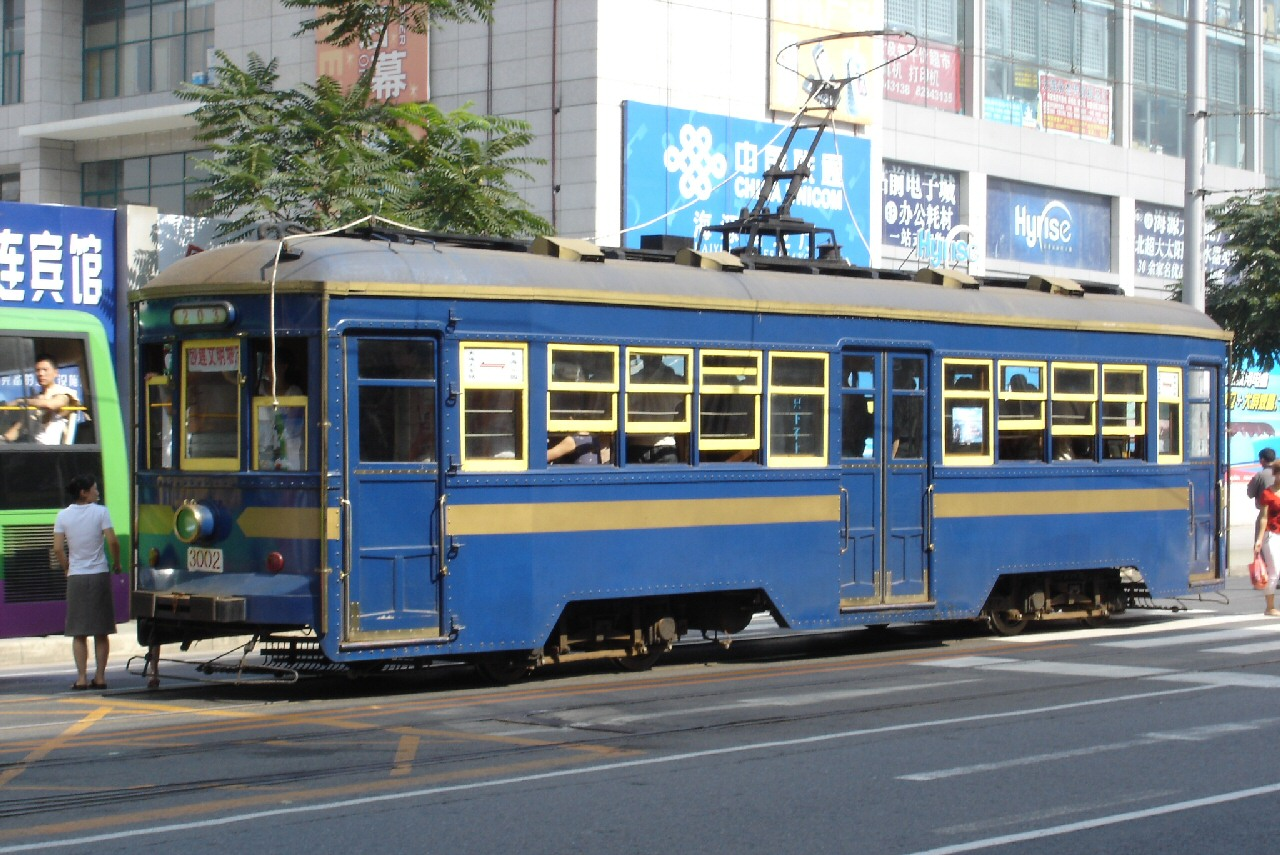
Старый трамвай в Даляне

Единственными городами материкового Китая, имеющими традиционную трамвайную систему, являются прибрежный курорт Далянь в провинции Ляонин (по состоянию на 2003 год имеет 3 действующие линии) и Чанчунь провинции Цзилинь. В городе Аньшань провинции Ляонин с 1956 до конца 1990-х имелась однопутная трамвайная линия. Рельсы демонтировали лишь в 2006 году. Последний трамвай Шанхая проехал улицами в середине 1960-х. В городе Ухань (административном центре провинции Хубэй) и в главном туристическом центре Сучжоу провинции Цзянсу строится легкорельсовый транспорт. Есть планы по строительству современных трамвайных линий в Нанкине.

### Гонконг

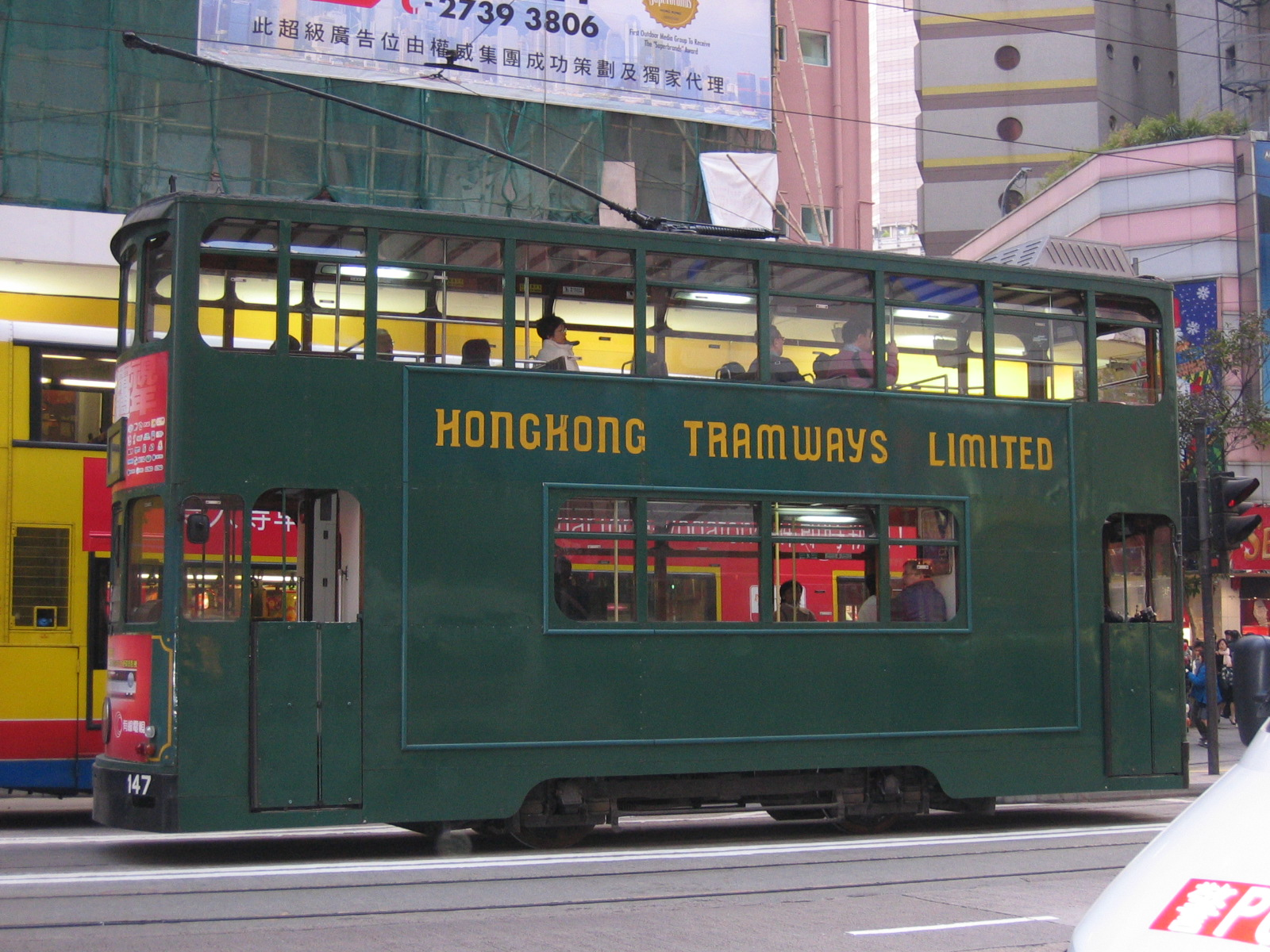
Двухэтажный трамвай в Гонконге

Вдоль северного берега острова Гонконг всё ещё ездят трамваи-даблдекеры. Этот вид транспорта представляет собой двухэтажный вагон с токоприёмником в виде штанги. На северо-западе новых территорий действует компания MTR Light Rail system, занимающаяся транспортными перевозками. Также в специальном административном районе Гонконг есть Пиковый трамвай, который, несмотря на название, относится всё же в фуникулёрам.

## Корея
Сеул имел трамвай до 1968 года. Некоторые б/у вагоны были приобретены у Лос-Анджелеса. Пхеньян имел трамвай до Второй мировой войны, но в 1945—1953 гг. он был уничтожен.

### Северная Корея
Начиная с 1991 г., в Пхеньяне развивается новая трамвайная сеть, которая к 2008 г. охватила многие районы города. Кроме того, во второй половине 1990-х гг. на окраине Пхеньяна была построена небольшая узкоколейная линия трамвая для подвоза к мавзолею Ким Ир Сена. Длина сети достигает 50 км. Вагоны в основном из ЧКД, но есть также немного из Цюриха (для узкой колеи). Кроме того, в 1999 г. открылся один маршрут трамвая в Чхонджине.

## Малайзия
Трамваи в Малайзии были представлены в губернаторстве Пулау-Пинанг (столица Джорджтаун). Просуществовав 30 лет (с 1906 по 1936), их заменили на автобусы, а рельсы демонтировали.

## Таиланд
Бангкокская трамвайная система была закрыта в 1962 году.

## Тайвань
На Тайване действует две ЛРТ одна в Новом Тайбэй и одна в Гаосюне.

## Турция
В Турции действует множество трамвайных систем, например трамвай имеется в таких городах как Анталья, Бурса, Эскишехир, Газиантеп, Истамбул, Измир, Самсун, Конья, Кайсери. 

## Узбекистан
С 2017 года в Узбекистане действует самаркандский трамвай. С 1913 по 2016 года также действовал Ташкентский трамвай.

## Филиппины
Всего одна трамвайная система существовала в Филиппинах — в городе Манила. Но она была разрушена во время второй мировой войны. Там сейчас ЛРТ и метро вместо трамвая.

## Япония
Первая трамвайная линия была в стране (и во всей Азии) открыта в 1895 году в городе Киото. Через пять лет, в 1900 году действовало уже 14 обществ по обслуживанию городских трамваев. При длине сети 150 километров за год было перевезено 40 миллионов 865 тысяч пассажиров. При суммарном капитале в 3841 тыс. иен выручка трамвайных компаний составила 1809 тыс. иен, и за вычетом расходов в размере 1028 тыс. иен прибыль составила 781 тыс. иен.
В 1928/29 году трамвайные компании действовали уже в 99 городах Японии; некоторые из них обслуживали также и пригородное сообщение. Общая протяжённость их линий достигла 1994 километра. Другие источники указывают меньшие цифры на 1932 год (82 компании в 65 городах с длиной линий 1479 км). С тех времён японское трамвайное хозяйство было самым развитым в Азии по протяжённости линий и перевозкам.
Как и в других частях света, трамвайные хозяйства японских городов начали сворачиваться с 1960-х годов. Например, в Токио в 1962 году существовал 41 маршрут, но до сегодняшних дней дожил только один. Трамвайные системы существуют в городах: Саппоро, Хакодате, Токио, Камакура, Тоёхаси, Тояма, Киото, Осака, Окаяма, Хиросима, Мацуяма, Коти, Нагасаки, Кумамото, Кагосима, Уцуномия. Некоторые линии по-прежнему выходят за городскую черту, захватывая пригородную агломерацию.